# 37-о средно училище „Райна Княгиня“
37 средно училище „Райна Княгиня“ се намира в София.
Основано е на 12 декември 1924 г. в тогавашния столичен квартал „Модерно предградие“. То носи името на видната революционерка и национална героиня Райна Княгиня.
Разположено е на бул. „Луи Пастьор“ № 1, в ж.к. „Люлин-10“.
Има мажоретен състав и отбор по хандбал. Доставени са униформи в училището, но не са задължителни. Училището е с прием за 1-ви клас с хореография.
Гимназията разполага с голямо игрище на двора, построено от фондацията на Димитър Бербатов.